# 江口信夫
江口 信夫（えぐち のぶお、1958年10月5日 - ）は、日本のドラマー、音楽プロデューサー、作曲家、編曲家。東京都出身。フェイス音楽出版所属。血液型はAB型。

## 概要
- 大学卒業後にミュージシャンとしてデビューを果たし、1982年よりバンド「WITH」に参加。デビュー当時は杏里バンドのメンバーでもあり、その後も杏里のレコーディングやライブツアー等に携わっている。
- カシオペアの野呂一生、難波弘之、斎藤ノヴらと「Vibes」としても活動している。
- プロデューサーとしての活動では上田まり、角松敏生[1][2]などを手掛けていた。
- 2011年に、徳永英明と、松浦晃久の呼びかけで徳永英明 with Familyとして東日本大震災復興支援ソング「明日へ帰ろう」で同じドラマーである青山純、山木秀夫らと参加[3]。同年の6月25日には横浜アリーナで行われた角松敏生のライブ『30th Anniversary Live』でサポートドラマーとして玉田豊夢とのダブルキャストという形で出演した[4]。
- 松任谷由実、松任谷正隆との繋がりが深く、1986年から2001年のレコーディングや、1986年から1994年のコンサートツアーに参加していた。

## レコーディング参加

### あ行
- 明石家さんま
  - 「真赤なウソ'88」
- ASKA
  - 「はじまりはいつも雨」
  - 「心に花の咲く方へ」
  - 「歌になりたい」
- 新垣結衣
  - 「愛を知りたくて」
- 安藤まさひろ
- 杏里
  - 「CAT'S EYE」
  - 『Bi・Ki・Ni』
  - 『Timely!!』
- 五十嵐浩晃
  - 『DISTANCE』
  - 「プロポーズ」
- いきものがかり
  - 「夏空グラフィティ」
  - 「残り風」
- 泉谷しげる
- 岩崎宏美
  - 「姫ごころ」
  - 「SEE YOU AGAIN」
  - 「夜のてのひら」
- EVE
  - 『Chérie』
- 上田浩恵
  - 「DECEMBER」
  - 「東京・DAY DREAM」
- 上田まり
  - 「誰もいない部屋」
- 上戸彩
  - 「涙をふいて」
- うしろ髪ひかれ隊
  - 『うしろ髪ひかれ隊』
  - 『BAB』
- ENDLICHERI☆ENDLICHERI
  - 「Chance Comes Knocking.」
- 大仁田厚
  - 「夢しかなかった」
- 岡村靖幸
  - 「愛してくれない」
- 奥井雅美
  - 『Gyuu』
  - 『V-sit』
  - 『Do-can』
  - 「Never die」
- 奥村愛子
- 尾崎亜美
- 織田哲郎
  - 「OH SHINY DAYS」
- 男闘呼組
  - 『男闘呼組』
  - 「秋」
  - 「TIME ZONE」

### か行
- KAN
- 角松敏生
  - 『AFTER 5 CLASH』
  - 『GOLD DIGGER〜with true love〜』
  - 「LIVE」（『Players Presents TOSHIKI KADOMATSU Ballad Collection』収録曲）[1]
- 柏木由紀
  - 「miss you」
- 河口恭吾
- 川本真琴
- 来生たかお
  - 「夢の加速」
- 吉川晃司
  - 『A-LA-BA・LA-M-BA』
  - 『Shyness Overdrive』
  - 『Cloudy Heart』
  - 『FOREVER ROAD』
  - 『BEAT∞SPEED』
  - 『TARZAN』
- KIX-S
  - 『GORGEOUS』
- KinKi Kids
  - 「ボクの背中には羽根がある (E Edit)」
- 久宝留理子
  - 「My Dear」
- 栗林誠一郎
  - 『LA JOLLA』
  - 「Everybody Smiles On You」
  - 「The Rats Around You」
  - 「Good-bye to you」
  - 「Can't forget You」
- 近藤真彦
  - 「HIPS」
  - 「THESE GIRLS」

### さ行
- 西城秀樹
- 斉藤さおり
  - 「眠れない夜も」
- 齊藤誠
  - 「THE DOCTOR」
- 斉藤由貴
  - 「誰のせいでもない」
- 酒井法子
- 崎谷健次郎
  - 「Because Of Love」
  - 「さよならも言わずに」
  - 「冬の時計台」
  - 「25:00の嵐」
  - 「君のせいさ」
- 猿岩石
  - 「白い雲のように」
- shela
  - 「feel」
- 柴田恭兵
- 下川みくに
  - 「アドレナリン」
- 鈴木雅之
  - 「路（交差点）」
- 鈴里真帆
- SPEED
  - 「Be My Love」
- SMAP
  - 「たてながの自由」
- 関ゆみ子
  - 『TOO MANY DREAMS』

### た行
- 高橋洋子
  - 『ピチカート』
  - 『〜refrain〜 The songs were inspired by "EVANGELION"』
- 田村直美
  - 「限りある犠牲」
- CHAGE and ASKA
  - 「SAY YES」[5]
  - 「ロケットの樹の下で」
- DIMENSION
  - 「After Fiver」
  - 『22』[6]
  - 増崎孝司
  - 「ON MONDAY MORNING」
  - 「Smash 2011」
- 所ジョージ
  - 「農家の唄」

### な行
- 中島みゆき
  - 「一期一会」
- 長渕剛
  - 「流れもの」
  - 「西新宿の親父の唄」
- 中村雅俊
  - 「風もない週末」
- 中森明菜
  - 「UNSTEADY LOVE」
- 西田ひかる
  - 「街角のあなたへ」

### は行
- 浜崎あゆみ
  - 「Startin'」
- B'z
  - 『B'z』（2曲）[7]
  - 「君の中で踊りたい」
  - 「NEVER LET YOU GO」
  - 「ROSY」
- 久松史奈
  - 「Wedding Kiss」
  - 「BABY GIRL」
- HIPS（寺田恵子、西田昌史）
  - 「TENDER」
- 福山雅治
  - 「LIKE A HURRICANE」
- 藤井フミヤ
  - 「女神（エロス）」
- 星村麻衣
  - 「Stay With You」
- 本田美奈子.
  - 「幸せ届きますように。」

### ま行
- 前田亘輝
  - 「D・A・M・E」
- 槇原敬之
  - 「ANSWER」
  - 「どんなときも。」
- 牧野由依
- 松岡英明
  - 「VIRGINS」
- 松田聖子
- 松任谷由実
  - 『ALARM à la mode』
  - 『ダイアモンドダストが消えぬまに』
  - 『Delight Slight Light KISS』
  - 『LOVE WARS』
  - 『天国のドア』
  - 『DAWN PURPLE』
  - 『U-miz』
  - 『acacia』
- 松本伊代
  - 『恋は最初が肝心』
  - 『MARiAGE〜幸せになって』
- MISIA
  - 「果てなく続くストーリー」
- 水木一郎
  - 「マジンガーZ (21st century ver.)」
- 水瀬いのり
  - 「シネマチックダイアリー」
- 望月衛介
  - 「Waitin' For You」
- モーニング娘。

### や行
- やしきたかじん
  - 「JINX」
- 柳ジョージ
  - 『Live “CLASSICS”』
  - 「バーニング」
- U.N.O.BAND
  - 「NO.1」
- 横山智佐
  - 「夏が来た!夏が来た!」
- 米倉千尋

### わ行
- 渡辺直樹
  - 『Star Child』
- 渡辺美里